# 토마시 카베를레
토마시 카베를레(체코어: Tomáš Kaberle, 체코어 발음: [ˈtomaːʃ ˈkabɛrlɛ], 1978년 3월 2일~)는 체코의 은퇴한 아이스하키 선수로 포지션은 수비수이다. 내셔널 하키 리그(NHL)의 토론토 메이플리프스, 보스턴 브루인스, 캐롤라이나 허리케인스, 카나디앵 드 몽레알 소속으로 활약했으며, 특히 2011년에 보스턴 브루인스 소속으로 스탠리 컵 우승을 차지했다. NHL 올스타에 4번 선정되었으며, 토론토 메이플리프스 역사상 뵈리에 살밍의 뒤를 이어 역대 득점 순위 2위에 올라있는 수비수이다. NHL 외에는 체코 엑스트랄리가의 HC 클라드노와 HC 코메타 브르노에서도 선수 생활을 보냈다.
국제 대회에서는 체코 국가대표 선수로 활약했고, 2002년부터 2014년까지 올림픽에 4번 연속으로 출전하여 2006년 동계 올림픽에서 동메달을 획득했다. 이외에 세계 아이스하키 선수권 대회에서 금메달 1개, 은메달 1개를 획득했다. 아버지인 프란티셰크 1세와 형인 프란티셰크 2세도 아이스하키 선수로 활동했다.

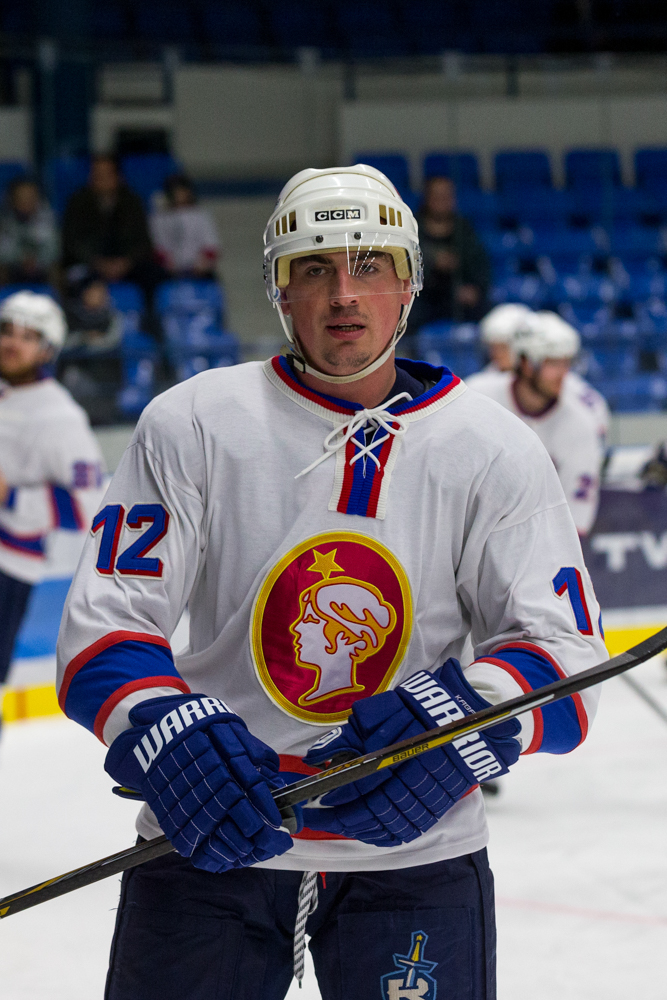
2014년 10월 HC 클라드노 소속 시절의 카베를레